# Silvaninho
Silvano Alves de Almeida Gôes, conhecido como Silvaninho, é um peão de boiadeiro brasileiro tricampeão do mundo em 2011, 2012 e 2014 de montaria em touros pela PBR (Professional Bull Riders). Nascido em Pilar do Sul, interior de São Paulo, atualmente mora em Decatur, Texas.
Em 2010, fez parte da seleção Brasileira que conquistou o bicampeonato da Copa do Mundo da categoria. Para muitos é o melhor atleta de rodeio em touros que já existiu 

## Início da carreira
2005 foi o ano da primeira vitória para Silvaninho com uma montaria em rodeio (um dos maiores do Brasil), realizado na cidade de Cajamar. O então adolescente, de 16 anos, levou como prêmio uma motocicleta – e, a partir de então, ele acelerou rumo a outras conquistas.